# گسترش سازمان ملل

نقشه کشورهای عضو فعلی سازمان ملل متحد بر اساس سالهای پذیرش آنها.
۱۹۴۵ (اعضای اصلی)
۱۹۴۶–۱۹۵۹
۱۹۶۰–۱۹۸۹
۱۹۹۰–اکنون
کشورهای ناظر غیرعضو

گسترش سازمان ملل (انگلیسی: Enlargement of the United Nations) تا ۲ اوت ۲۰۲۲، ۱۹۳ کشور عضو سازمان ملل متحد (UN) شدند که هر یک از آنها عضو مجمع عمومی سازمان ملل متحد نیز می‌باشند.
فهرست زیر فهرستی از کشورهای عضو سازمان ملل متحد است که به ترتیب زمانی بر اساس تاریخ پذیرش آنها پشت سر یکدیگر قرار دارند (با قطعنامه‌های شورای امنیت سازمان ملل متحد که پذیرش آنها را توصیه می‌کند و قطعنامه‌های مجمع عمومی سازمان ملل متحد که آنها را پذیرفته است، به ترتیب با مخفف شورای امنیت و مجمع عمومی SCR و GAR نشان داده می‌شوند)، از جمله اعضای سابق. اعضایی که با "←" نشان داده شده و نام خود را تغییر داده‌اند، یا عضویت آنها در سازمان ملل یا توسط یک کشور جانشین ادامه یافته یا اینکه با سایر اعضاء ادغام یا اساساً منحل شده‌اند.

## جدول زمانی گسترش سازمان ملل متحد

### ۱۹۴۵ (اعضای اصلی)
پس از تصویب منشور ملل متحد توسط پنج عضو دائم شورای امنیت سازمان ملل متحد (چین، فرانسه، اتحاد جماهیر شوروی، بریتانیا، و ایالات متحده آمریکا) و اکثریت اعضای شورای امنیت سازمان ملل متحد در ۲۴ اکتبر ۱۹۴۵ رسماً به وجود آمد. از دیگر امضاکنندگان در مجموع ۵۱ عضو اصلی (یا اعضای مؤسس) در آن سال به آن پیوستند. ۵۰ نفر از اعضای اصلی منشور را در کنفرانس سازمان ملل متحد در گردهمایی سازمان بین‌المللی در سان‌فرانسیسکو در ۲۶ ژوئن ۱۹۴۵ امضا کردند، این در حالی بود که لهستان در کنفرانس نماینده‌ای نداشت و لهستان آن را در ۱۵ اکتبر ۱۹۴۵ امضا کرد.

### ۲۴ اکتبر ۱۹۴۵
- آرژانتین
- بلاروس (کرسی برعهده / جمهوری سوسیالیستی بلاروس شوروی → تغییر نام به // بلاروس در ۱۹۹۱)
- /// برزیل
- شیلی
- چین (کرسی برعهده  جمهوری چین (۱۹۴۹–۱۹۱۲) (مین‌لند (۱۹۱۲–۱۹۴۹) و تایوان (۱۹۴۹–اکنون)) → کرسی منتقل شد به در ۱۹۷۱ به جمهوری خلق چین)[H]
- کوبا →  کوبا
- چکسلواکی (کرسی برعهده  جمهوری سوم چکسلواکی → جمهوری سوسیالیستی چکسلواکی →  فدراسیون چک و اسلواکی) → توسط اعضای فعلی سازمان ملل که قبلاً چکسلواکی بودند منحل شد:  جمهوری چک و  اسلواکی)[F]
- دانمارک
- جمهوری دومینیکن
- مصر →  جمهوری متحد عربی (دوره زمانی که با  سوریه) [A] → / جمهوری عربی مصر
- السالوادور
- فرانسه (کرسی برعهده  دولت موقت جمهوری فرانسه → تبدیل شد به  جمهوری چهارم فرانسه → / به عنوان جمهوری پنجم فرانسه تشکیل شد در ۱۹۵۸)
- // هائیتی
- ایران / ایران پهلوی →  ایران
- لبنان
- لوکزامبورگ
- قلمروی نیوزیلند →  نیوزیلند
- نیکاراگوئه
- //// پاراگوئه
- اولین جمهوری فیلیپین →  تاریخ فیلیپین (۱۹۶۵–۱۹۸۶)- جمهوری سوم →  حکومت نظامی در فیلیپین →  تاریخ فیلیپین (۱۹۶۵–۱۹۸۶) →  جمهوری پنجم فیلیپین
- (لهستان (دولت موقت وحدت ملی)) →  جمهوری خلق لهستان →  جمهوری خلق لهستان →  لهستان
- / عربستان سعودی
- / اتحاد جماهیر شوروی (اتحاد جماهیر شوروی ) → / روسیه (دولت جانشین)
- سوریه →  جمهوری متحد عربی (دوره زمانی که با مصر) [A] →  سوریه
- ترکیه
- اوکراین (کرسی برعهده / جمهوری سوسیالیستی اوکراین شوروی → تغییر نام / اوکراین در ۱۹۹۱)
- بریتانیا
- // ایالات متحده آمریکا
- یوگسلاوی →  جمهوری فدرال سوسیالیستی یوگسلاوی →  جمهوری فدرال سوسیالیستی یوگسلاوی → جانشین دولت منحل شده  جمهوری فدرال یوگسلاوی :اعضای فعلی سازمان ملل که قبلاً یوگسلاوی بودند عملاً توسط SCR 777 و GAR 47/1 از سازمان ملل متحد تعلیق شدند.  بوسنی و هرزگوین,  کرواسی,  مونته‌نگرو,  مقدونیه شمالی,  صربستان, و  اسلوونی[G])

۲۵ اکتبر ۱۹۴۵
- پادشاهی یونان → / یونان

۳۰ اکتبر ۱۹۴۵
- هند →  گورکانیان →  هند

۳۱ اکتبر ۱۹۴۵
- پرو

۱ نوامبر ۱۹۴۵
- استرالیا

۲ نوامبر ۱۹۴۵
- کاستاریکا
- لیبریا

۵ نوامبر ۱۹۴۵
- کلمبیا

۷ نوامبر ۱۹۴۵
- / مکزیک
- اتحادیه آفریقای جنوبی → / آفریقای جنوبی

۹ نوامبر ۱۹۴۵
- / کانادا

۱۳ نوامبر ۱۹۴۵
- امپراتوری اتیوپی →  →  جمهوری دموکراتیک خلق اتیوپی →  دولت انتقالی اتیوپی → / اتیوپی
- پاناما

۱۴ نوامبر ۱۹۴۵
- جمهوری بولیوی →  بولیوی

۱۵ نوامبر ۱۹۴۵
- / جمهوری ونزوئلا → / ونزوئلا

۲۱ نوامبر ۱۹۴۵
- گواتمالا

۲۷ نوامبر ۱۹۴۵
- نروژ

۱۰ دسامبر ۱۹۴۵
- هلند

۱۷ دسامبر ۱۹۴۵
- // هندوراس

۱۸ دسامبر ۱۹۴۵
- اروگوئه

۲۱ دسامبر ۱۹۴۵
- / اکوادور
- پادشاهی عراق → / جمهوری عراق → / بعث عراق → // عراق

۲۷ دسامبر ۱۹۴۵
- بلژیک